# Rio Bravo (filme)
Rio Bravo (bra: Onde Começa o Inferno; prt: Rio Bravo) é um filme estadunidense de 1959, do gênero western, dirigido por Howard Hawks.
O filme conta a história de um xerife que enfrenta quase sozinho um poderoso rancheiro que domina a região. Geralmente é considerado como uma resposta do diretor Howard Hawks e do ator John Wayne ao clássico High Noon, de 1952.

## Elenco principal
- John Wayne .... xerife John T. Chance
- Dean Martin .... Dude
- Ricky Nelson .... "Colorado" Ryan
- Angie Dickinson .... Feathers
- Walter Brennan .... Stumpy
- Claude Akins .... Joe Burdette
- Ward Bond .... Pat Wheeler
- John Russel .... Nathan Burdette

## Recepção e legado
À época do lançamento o filme sequer foi avaliado pela Sight & Sound e foi recebido de forma neutra pela crítica britânica. Já em uma pesquisa da Sight & Sound em 2012, o filme foi o segundo western mais bem avaliado pela crítica britânica. Em 2008, foi nomeado pelo American Film Institute entre os 10 melhores westerns. Quentin Tarantino disse que Rio Bravo era seu filme favorito para encontros, e que se a companhia não gostasse do filme, ele sabia que não haveria relacionamento..
Outros filmes tiveram alguma inspiração em Rio Bravo - El Dorado (1966), Rio Lobo, e Assalto à 13ª DP.